# Нічний пасажирський поїзд
Нічни́й пасажи́рський пóїзд (НП) — за класифікацією Міністерства інфраструктури України, що є чинною з 2011 року, — нічний поїзд, який курсує у прямому та  місцевому сполученні.
Вимоги:
- маршрутна швидкість до 50 км/год при допустимій швидкості до 140 км/год;
- вагони купейні та плацкартні з можливим включенням вагонів СВ[1].

Потреба у внесенні змін виникла у зв'язку з розробкою нової системи класифікації пасажирських поїздів згідно з Указом Президента України «Про Національний план дій на 2011 рік щодо впровадження Програми економічних реформ на 2010—2014 роки «Заможне суспільство, конкурентоспроможна економіка, ефективна держава», а також із проведенням заходів у рамках підготовки до Чемпіонату Європи з футболу 2012 року.
До цього часу на Укрзалізниці діють «Правила перевезення пасажирів, багажу, вантажобагажу та пошти залізничним транспортом України», затверджені наказом Мінтрансзв'язку від 27.12.2006 № 1196.
| №               | Назва поїзда        | Маршрут сполучення               | Власник                    | Примітка |
| --------------- | ------------------- | -------------------------------- | -------------------------- | --- |
| 309/310         | «Таврія»            | Одеса — Сімферополь              | Одеська залізниця          | До 201* року — № 649/650, потім скорочений до Херсона, але внаслідок того скасований                                                             |
| 313/314         |                     | Харків — Умань                   | Південна залізниця         | Скасований. |
| 317/318         | «Таврія»            | Одеса — Запоріжжя                | Придніпровська залізниця   | До 2013 року — № 617/618. Наразі скасований. |
| 327/328 329/330 | «Північний експрес» | Суми — Зернове / Шостка          | Південна залізниця         | З 10 грудня 2018 року змінена нумерація поїзда на № 127/128—129/130. Скасований з березня 2020 року.                                             |
| 357/358         | «Гуцульщина»        | Київ — Рахів                     | Південно-Західна залізниця | З 3 серпня 2014 по 2 липня 2015 роки — № 457/458. З 25 липня 2015 — № 357/358. З 8 грудня 2019 року змінений маршрут руху через станцію Чернівці |
| 369/370         | «Азербайджан»       | Баку — Київ                      | Азербайджанська залізниця  | З 23 квітня 2018 року маршрут руху поїзда був продовжений з Харкова до Києва. Скасований з березня 2020 року.                                    |
| 397/398         | «Тясмин»            | Черкаси — Львів                  | Одеська залізниця          | З 2 вересня 2015 року отримав статус нічного швидкого та № 96/95. Наразі скасований.                                                             |
| 409/410         | «Харків»            | Харків — Лисичанськ              | Південна залізниця         | Скасований 10 грудня 2017 року. |
| 521/522         | «Дністер»           | Житомир — Білгород-Дністровський | Південно-Західна залізниця | Курсував тригрупним складом з потягом 221/222//287/288, скасований у 2017 році.                                                                  |
| 557/558         |                     | Одеса — Ужгород                  | Одеська залізниця          | Додатковий поїзд. Наразі не призначається. |
| 601/602         | «Солотвино»         | Львів — Солотвино                | Львівська залізниця        | Скасований. |
| 605/606         | «Говерла»           | Львів — Рахів                    | Львівська залізниця        | Скасований, натомість призначався поїзд № 134/133 Миколаїв — Рахів.                                                                              |
| 607/608         |                     | Львів — Чернівці                 | Львівська залізниця        | Скасований, але нетривалий час призначався поїзд № 667/668 Ковель — Чернівці. Наразі скасований.                                                 |
| 609/610         | «Харків»            | Харків — Лисичанськ              | Південна залізниця         | Скасований 28 жовтня 2018 року, натомість призначався поїзд № 139/140 сполученням Дніпро — Лисичанськ.                                           |
| 667/668         |                     | Ковель — Чернівці                | Львівська залізниця        | Скасований. |
| 685/686         | «Південний експрес» | Одеса — Ізмаїл                   | Одеська залізниця          | Скасований 10 грудня 2017 |